# Rudolf Schwarz (Dirigent)

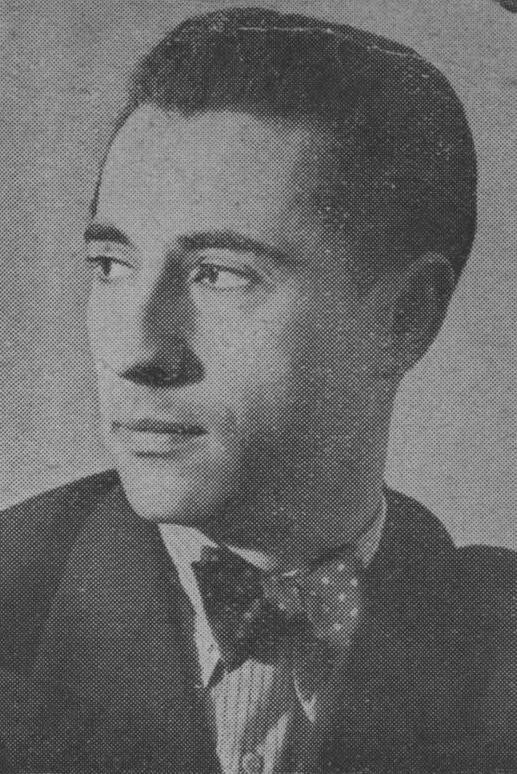
Rudolf Schwarz, um 1937

Rudolf Gerhard Schwarz (geboren 29. April 1905 in Wien, Österreich-Ungarn; gestorben 30. Januar 1994 in London) war ein britischer Dirigent und Pianist österreichischer Herkunft.  

## Leben
Schwarz studierte Musik u. a. bei Hans Gál in Wien. Von 1923 bis 1927 war er unter George Szell Korrepetitor an der Düsseldorfer Oper, von 1927 bis 1933 unter Josef Krips Kapellmeister am Badischen Landestheater Karlsruhe. Im April 1933 wurde er wegen seiner jüdischen Herkunft entlassen. Von 1936 bis 1941 wirkte Schwarz als Musikalischer Leiter des Jüdischen Kulturbundes in Berlin. 1943 erfolgte seine Deportation in das KZ Auschwitz, von wo er über das KZ Sachsenhausen schließlich in das KZ Bergen-Belsen kam. 1945 konnte er nach Schweden ausreisen. Von 1947 bis 1951 war er musikalischer Leiter des Bournemouth Symphony Orchestra, von 1951 bis 1957 Musikdirektor des City of Birmingham Symphony Orchestra. 1957 wurde er Chefdirigent des BBC Symphony Orchestra, 1967 Intendant der Northern Sinfonia Newcastle upon Tyne.